# 邱悦
邱悦（1972年—），北京景山学校校长（2015-至今）。

## 荣誉称号
- 东城区第一届初中中青年教师教学技能大赛一等奖
- 东城区骨干教师
- 东城区教育系统创先争优优秀共产党员
- 践行北京精神先进个人